# Grand tomachon
 (février 2024).
Si vous disposez d'ouvrages ou d'articles de référence ou si vous connaissez des sites web de qualité traitant du thème abordé ici, merci de compléter l'article en donnant les références utiles à sa vérifiabilité et en les liant à la section « Notes et références ».
Le grand tomachon est un fromage français fabriqué dans le Bourbonnais.
C'est une tomme à croûte fleurie grise à base de lait de vache, à pâte pressée non cuite, d'un poids moyen de 6 kg. 
Il est excellent à déguster toute l'année, après un affinage de 5 à 6 semaines qui lui donne un goût lactique très particulier. Quelques fleurs jaunes en croûte sont la garantie d'un affinage à point.